# 森川昭彦
森川 昭彦（もりかわ あきひこ、1927年 - 2006年7月3日）は日本の医師、医学博士である。
美容整形の草分け的存在で、芸能人など著名人の整形手術を多数手がけたとされる。

## 人物
- 1927年（昭和2年）、東京で生まれる。
- 1953年（昭和28年）、慶應義塾大学医学部を卒業。同学外科学教室助手、北里研究所付属病院勤務を経て、美容整形の専門医となり、1959年、美容外科赤心堂病院副院長に就任。
- 1961年、銀座美容外科を開業し、院長になった。美容外科を志したきっかけは、江戸時代から17代続く医院だった自家にあった医学書で、美容整形の歴史を知ったこと。現代医学による「美の創造」を思い立ったという。
- 「内面」と「外面」の美しさが合致してはじめて真の美しさが得られると説き、内面的努力や表情学も含めてカウンセリング。手術の前に、患者と十分に話し合うことをモットーとした。
- 台付きL型プロテーゼを使用した隆鼻術、額形成・頤形成による側面像の矯正による理想的なエステティックライン形成を得意とし、とりわけ目鼻がくっきりとした、いわゆる「外人顔」を希望する患者に支持された。詳細は明らかにされていないが、森川が執刀した芸能人は相当数に上るといわれる。
- 社団法人日本美容医療協会常任理事、日本美容外科学会会長を歴任した。
- 夕刊紙や週刊誌での美容や性の悩み相談で人気を博した。

## 著書
- 『愛と美の工夫』、平和新書、アサヒ芸能出版、1963年
- 『セックスはスポーツである』、Night Books、第二書房、1964年
- 『性の整形診療室』、浪速書房、1965年
- 『強くなるSEX』、日本文芸社、1966年
- 『知的性生活』、三崎書房、1967年
- 『結婚の性知識』、林書店、1967年
- 『美しい女性の本』、ベストセラーシリーズ、ベストセラーズ、1973年
- 『もっと美しくなれ』、鷹書房、1983年
- 『愛と美のために』、鷹書房、1984年
- 『美しさへの挑戦』、鷹書房、1988年
- 『ストレスが肥満を呼んでいる』、にっかん書房、1990年
- 『キレイが好き』、永田社、1996年